# 대치도서관
대치도서관은 서울특별시 강남구 대치동 소재의 구립 도서관이다.

## 연혁
- 1999.02.26 개관

## 시설현황
- 자료실
- 집중열람실
- 문화교양관

## 이용 안내
이용 시간
- 자료실: 09:00~21:00 (월~금) / 09:00~18:00 (토,일)
- 열람실: 06:00~21:00

휴관일
- 매주 화요일
- 법정공휴일